# Amahuaca
Gli Amahuaca (o anche Amawaka) sono un gruppo etnico delle aree amazzoniche ai confini tra il Brasile e il Perù che ha una popolazione stimata in circa 220 individui. Questo gruppo etnico parla la lingua Amahuaca (codice: AMC), divisa nei dialetti inuvaken e viwivakeu ed è principalmente di fede animista.
Si concentrano soprattutto nei bacini fluviali Mapuya, Curanja, Sepahua e Inuya Yuru. I primi contatti ci sono stati con i missionari francescani nel 1686, i quali li hanno denominati Amahuaca.
Agricoltori, cacciatori e raccoglitori, isolati fino al XVIII secolo, sono attualmente sotto la minaccia di estinzione, a causa di malattie e di violenze perpetrate da estrattori di petrolio e taglialegna illegali. Nel 1998 erano circa 520. La più grande comunità di Amahuaca si trova a Puerto Varadero, una comunità nella giungla peruviana al confine con il Brasile.